# فرودگاه منطقه‌ای بردفرد
فرودگاه منطقه‌ای بردفرد (به انگلیسی: Bradford Regional Airport) یک فرودگاه همگانی بهره‌برداری هوایی با کد یاتا BFD است که یک باند فرود آسفالت دارد و طول باند آن ۱۳۷۲ متر است. این فرودگاه در شهر بردفورد، پنسیلوانیا کشور ایالات متحده آمریکا قرار دارد و در ارتفاع ۶۵۳ متری از سطح دریا واقع شده‌است.